# 尤溪口镇
尤溪口镇是福建省三明市尤溪县下辖的一个镇，位于县境北端的尤溪河与闽江汇合处，水口水库上游，全镇只辖有一个行政村——尤墩村，面积12平方公里，人口约1千人，是中国东部面积最小、人口最少的乡镇之一。

## 交通
尤溪口镇位于闽江与闽江交汇处的一个小半岛上，依托闽江航运、316国道、304省道以及北岸的来福铁路而成为尤溪县的对外交通枢纽。

## 历史沿革
尤溪口原是一个名叫溪尾的小村落，隶属于南平县。自20世纪40年代，因闽江汽船航运在此设码头而开始繁华，尤溪县出入货物多经此码头转驳，始名尤溪口，1946年划归尤溪县。中华人民共和国建国初，属尤溪县第三区。1959年属卫星人民公社（今西滨镇）。此后随着尤溪-尤溪口公路（今304省道）、来福铁路的修通，尤溪口商业和服务业迅速发展，遂于1972年设尤溪口镇。